# Ситник Олександр Борисович
Олександр Борисович Ситник (нар. 2 січня 1985, Вінниця) — колишній український футболіст, колишній нападник кіровоградської «Зірки», у минулому — гравець юнацьких та молодіжних збірних України.

## Клубна кар'єра
Вихованець футбольної школи київського «Динамо». По її завершенні залишився у системі «Динамо», виступав за другу та третю команди київського клубу. Протягом 2001—2007 років пограв на правах оренди у низці українських команд, у складі жодної з яких не закріпився. Перебуваючи в оренді у київському «Арсеналі», 7 серпня 2005 року дебютував в іграх вищої ліги чемпіонату України у матчі проти ФК «Харків» (поразка 1:3).
У першій половині 2008 року виступав за російський клуб «Зірка» з Іркутська, а влітку того ж року приєднався до складу маріупольського «Іллічівця».
З початку 2011 року захищає кольори кіровоградської «Зірки».

## Виступи за збірні
У 15-річному віці почав викликатися до збірних команд України. Дебютував в іграх за збірні у матчі юнацької збірної України U16 проти польських однолітків 24 вересня 2000 року (поразка 1:2). Усього протягом 2000—2002 років у юнацьких збірних України U-16 та U-17 відіграв 11 матчів, відзначився 1 забитим голом.
Протягом 2003—2006 років викликався до молодіжних збірних України, провів у їх складі 18 ігор. Перебував у складі збірної під час фінальної частини молодіжного чемпіонату Європи 2006 року, по результатах якої збірна України виборола срібні нагороди, однак жодного разу у рамках матчів фінальної частини чемпіонату на поле не виходив.

## Досягнення
- Срібний призер молодіжного чемпіонату Європи 2006 року;